# Contaminante

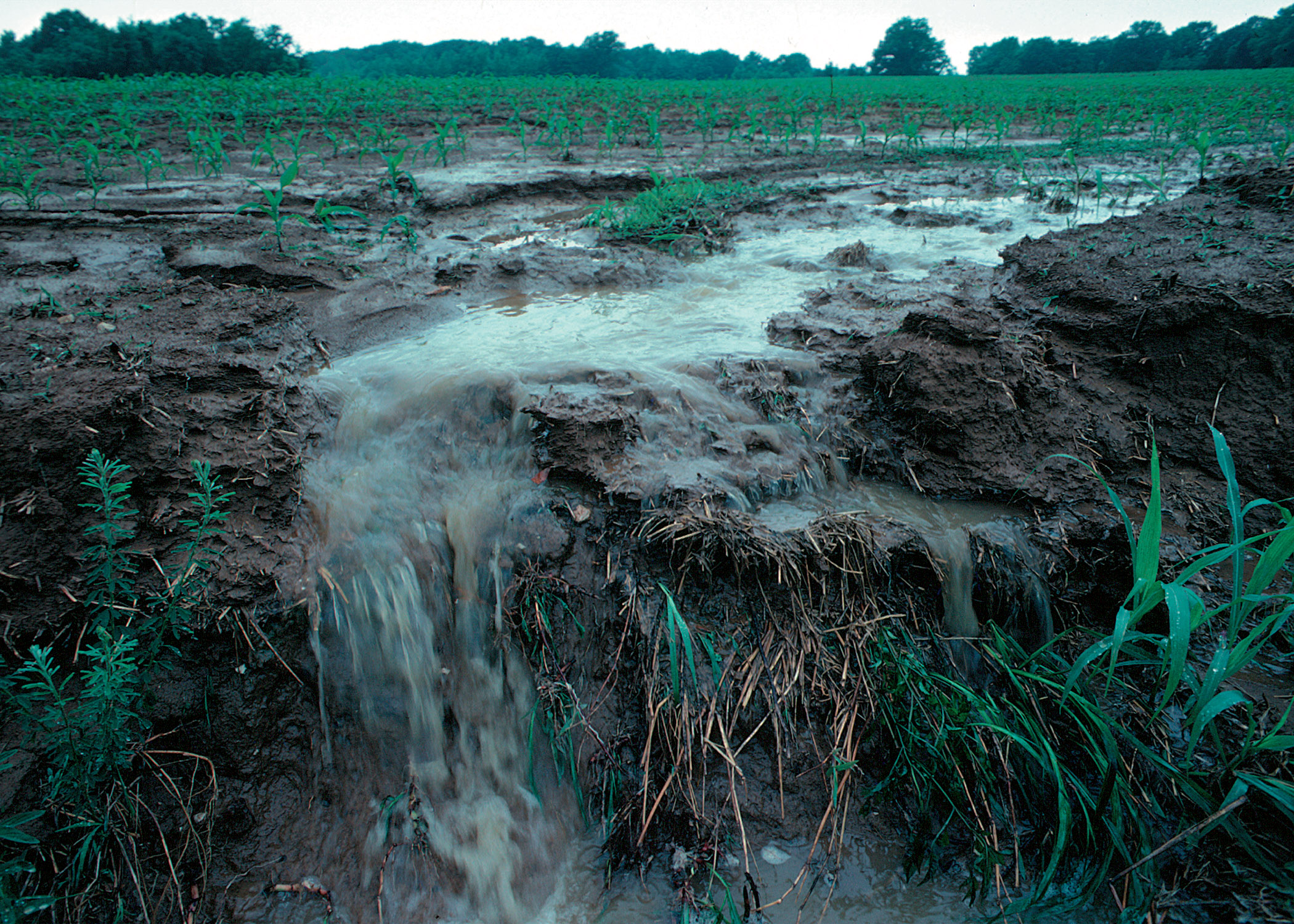
La escorrentía superficial, también llamada contaminación de fuente no puntual, de un campo agrícola en Iowa, Estados Unidos, durante una tormenta de lluvia. La capa superficial del suelo, así como los fertilizantes de la granja y otros contaminantes potenciales escurren de los campos agrícolas sin protección cuando se producen fuertes lluvias.

Un contaminante es una sustancia o energía introducida en el medio ambiente que tiene efectos no deseados o que afecta negativamente a la utilidad de un recurso. Un contaminante puede causar daños a largo o corto plazo al cambiar la tasa de crecimiento de las especies de plantas o animales, o al interferir con los servicios humanos, la comodidad, la salud o los valores de las propiedades. Algunos contaminantes son biodegradables y, por lo tanto, no persistirán en el medio ambiente a largo plazo. Sin embargo, los productos de degradación de algunos contaminantes son contaminantes, como los productos DDE y DDD producidos a partir de la degradación del DDT.

## Tipos de contaminantes

### Contaminantes de stock
Los contaminantes, hacia los cuales el ambiente tiene una baja capacidad de absorción, se denominan contaminantes de stock. (por ejemplo, contaminantes orgánicos persistentes como PCB, plásticos no biodegradables y metales pesados). Los contaminantes almacenados en el ambiente se acumulan con el tiempo. El daño que causan aumenta a medida que se emite más contaminante y persiste a medida que se acumula el contaminante. Los contaminantes almacenados pueden crear una carga para las generaciones futuras, al transmitir un daño que persiste mucho después de los "beneficios" recibidos de incurrir en ese daño; han sido olvidados.

### Contaminantes del fondo
Los contaminantes del fondo son aquellos para los cuales el medio ambiente tiene una capacidad de absorción moderada. Los contaminantes del fondo no causan daños al medio ambiente a menos que la tasa de emisión supere la capacidad de absorción del entorno receptor (por ejemplo, el dióxido de carbono, que es absorbido por las plantas y los océanos). Los contaminantes del fondo no se destruyen, sino que se convierten en sustancias menos dañinas o se diluyen / dispersan en concentraciones no dañinas.

### Contaminantes notables
Los contaminantes notables incluyen los siguientes grupos o compuestos:
- Mercurio Hg
- Contaminantes orgánicos persistentes COPs
- Ozono ozono
- Partículas PM
- Contaminantes Farmacéuticos Persistentes Ambientales EPPP
- Hidrocarburos aromáticos policíclicos PAHs
- Compuestos orgánicos volátiles COV

### Contaminante ligero

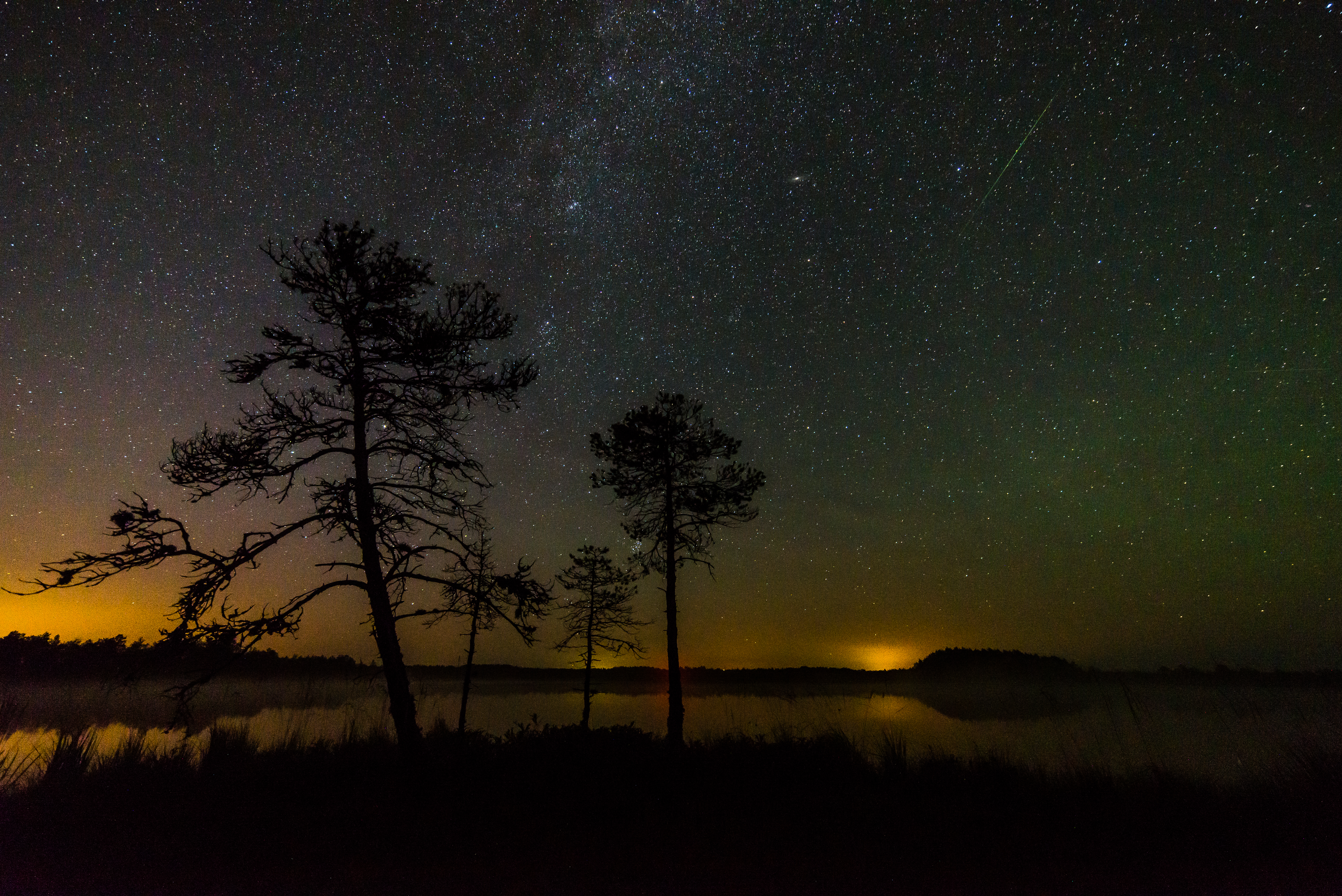
El cielo nocturno visto desde el pantano de Luhasoo, Estonia con contaminación lumínica en el fondo.

La contaminación lumínica es el impacto que la luz antropogénica tiene sobre la visibilidad del cielo nocturno. También abarca la contaminación lumínica ecológica que describe el efecto de la luz artificial en organismos individuales y en la estructura de los ecosistemas en su conjunto.

## Zonas de influencia
Los contaminantes también pueden definirse por sus zonas de influencia, tanto horizontal como verticalmente.

### Zona horizontal
La zona horizontal se refiere al área dañada por un contaminante. Los contaminantes locales causan daños cerca de la fuente de emisión. Los contaminantes regionales causan daños más lejos de la fuente de emisión.

### Zona vertical
La zona vertical se refiere a si el daño es a nivel del suelo o atmosférico. Los contaminantes de la superficie causan daños al acumularse cerca de la superficie de la Tierra. Los contaminantes globales causan daños al concentrarse en la atmósfera.

## Regulación

### Internacional
Los contaminantes pueden cruzar las fronteras internacionales y, por lo tanto, se necesitan regulaciones internacionales para su control. El Convenio de Estocolmo sobre contaminantes orgánicos persistentes , que entró en vigor en 2004, es un acuerdo internacional jurídicamente vinculante para el control de contaminantes orgánicos persistentes. Los Registros de emisiones y transferencias de contaminantes (RETC) son sistemas para recopilar y difundir información sobre emisiones y transferencias ambientales de productos químicos tóxicos de instalaciones industriales y otras.

### Unión Europea
El Registro Europeo de Emisiones de Contaminantes es un tipo de RETC que proporciona acceso a la información sobre las emisiones anuales de las instalaciones industriales en los Estados miembros de la Unión Europea y en Noruega.

### Estados Unidos
Normas de la Ley de Aire Limpio. Según la Ley de Aire Limpio , la Agencia de Protección Ambiental (EPA) desarrolla los Estándares Nacionales de Calidad del Aire Ambiental (NAAQS) para seis contaminantes comunes del aire, también llamados "contaminantes de criterio": partículas; el smog y el ozono a nivel del suelo; monóxido de carbono; óxidos de azufre; óxidos de nitrógeno; y el plomo. Los Estándares nacionales de emisión para contaminantes peligrosos del aire son estándares adicionales de emisión establecidos por la EPA para contaminantes tóxicos del aire.
Normas de la Ley de Agua Limpia. Bajo la Ley de Agua Limpia, la EPA promulgó estándares nacionales para plantas de tratamiento de aguas residuales municipales, también llamadas obras de tratamiento de propiedad pública, en el Reglamento de Tratamiento Secundario. Los estándares nacionales para descargadores industriales se denominan pautas de efluentes (para las fuentes existentes) y los Estándares de Rendimiento de Nuevas Fuentes, y actualmente cubren más de 50 categorías industriales. Además, la Ley exige que los estados publiquen estándares de calidad del agua para cuerpos de agua individuales para brindar protección adicional cuando los estándares nacionales sean insuficientes.
Normas RCRA. La Ley de Conservación y Recuperación de Recursos (RCRA) regula la gestión, el transporte y la eliminación de los residuos sólidos municipales, los residuos peligrosos y los tanques de almacenamiento subterráneos.